# The Botanical Register

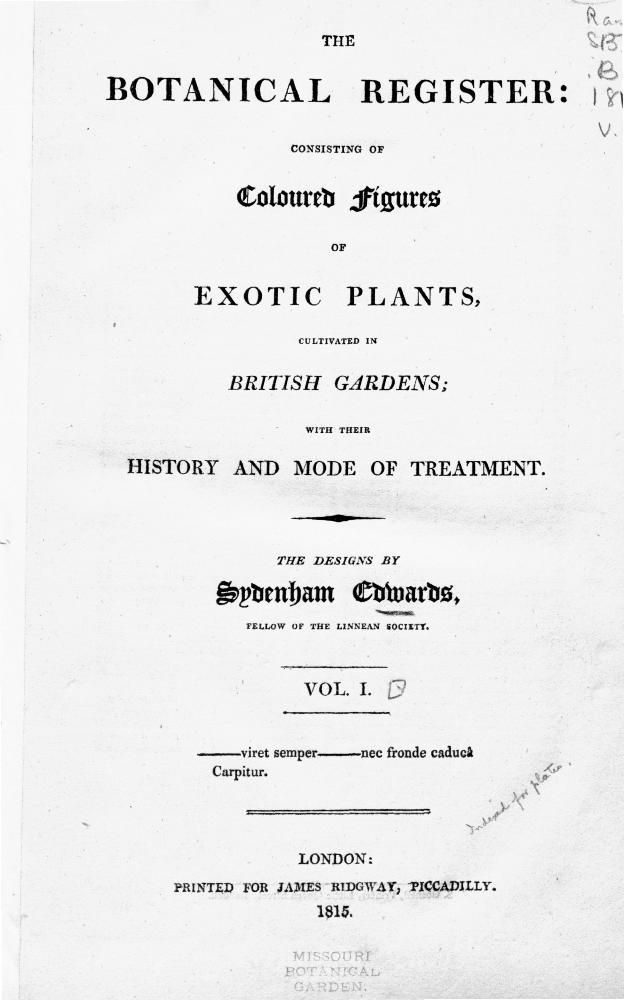
Förstasidan av första volymen.

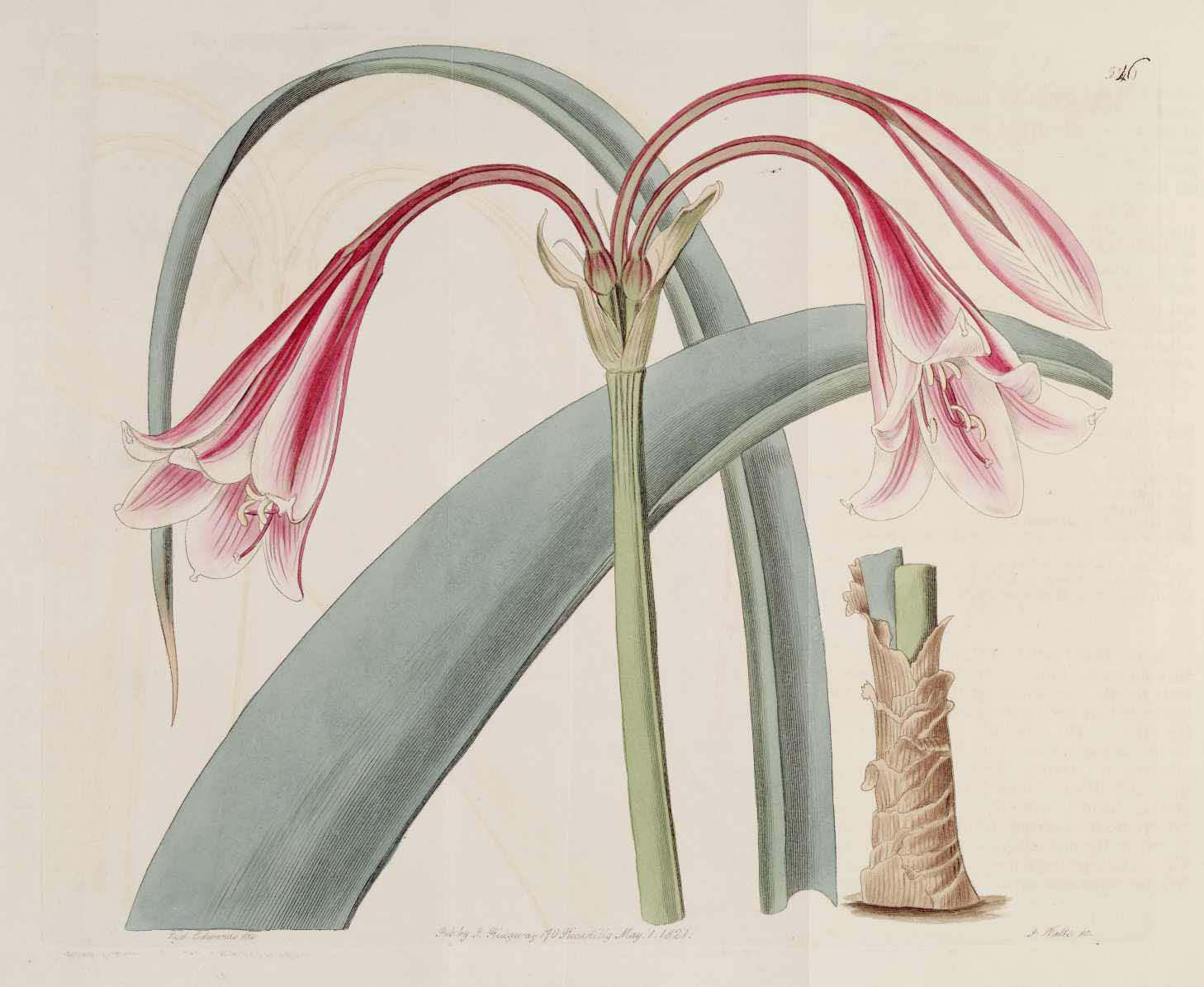
Strimkrinum (Crinum bulbispermum), plate 546.

The Botanical Register, senare känd som Edwards's Botanical Register, var en brittisk illustrerad tidskrift om hortikultur som gavs ut mellan 1815 och 1847. Den grundades av den botaniske illustratören Sydenham Edwards, som tidigare arbetat för The Botanical Magazine, som han lämnat efter en tvist med redaktören. Under fem års tid redigerade Edwards fem volymer av The Botanical Register, innan han dog 1819. Under denna period skrevs texterna av John Bellenden Ker Gawler, medan Edwards stod för illustrationerna, som graverades och handkolorerades av andra.
Efter Edwards död, togs redaktörskapet över av utgivaren James Ridgway, som gav ut ytterligare nio volymer mellan 1820 och 1828. År 1829 blev John Lindley redaktör, och det var han som ändrade namnet till Edwards's Botanical Register. Ytterligare nitton volymer gavs ut av tidskriften fram tills att den lades ned 1847. År 1839 gav Lindley även ut ett Appendix to the First Twenty-Three Volumes of Edwards's Botanical Register, som omfattade hans A Sketch of the Vegetation of the Swan River Colony.